# Hylomyscus baeri
Hylomyscus baeri es una especie de roedor de la familia Muridae.

## Distribución geográfica
Se encuentra en Costa de Marfil, Ghana y Sierra Leona.

## Hábitat
Su hábitat natural es: Clima tropical o subtropical, bosques de tierras bajas. 

## Estado de conservación
Se encuentra amenazada de extinción por la pérdida de su hábitat natural.